# 感染列島
『感染列島』（かんせんれっとう）は、2009年1月17日に公開された日本映画。主演は妻夫木聡、檀れい。監督は瀬々敬久。配給は東宝。
キャッチコピーは「神に裁かれるのは、人間か?ウィルスか?」。

## 概要
この映画が公開された3か月後の4月には、実際に新型インフルエンザが蔓延し世界的流行となっていたが、本作では日本において新型ウイルスの感染が蔓延した場合、どのような事態となるかが描かれていく。
2008年5月のカンヌ国際映画祭で、ストーリーが話題を集め大きな反響を受ける。さらに、公開前の時点でハリウッドによるリメイク版も計画されていた。
ロケは主に新潟県で行われたが、一部北海道中川町と千葉県安房郡鋸南町でも行われている。
また、この映画を原作とした漫画が『ビッグコミックスペリオール』（小学館）で連載されていた。

## ストーリー
極限状況で選択を迫られる人々……そのとき、あなたは愛する人に触れられますか？
2011年1月。正月明けのいずみ野市立病院。救命救急医・松岡剛のもとに一人の急患が運び込まれてきた。熱、痙攣、吐血、全身感染とも言える多臓器不全……これらはすべて新型インフルエンザに想定された症状だが、何かが違う。この感染症には、あらゆるワクチンが通用しなかった。有効な治療法が見つからず、ついに患者は死亡してしまった。無力さを嘆く松岡をよそに、事態はさらに深刻化する。同僚の医師・安藤をはじめとする医療スタッフや、外来・入院患者達までもが院内感染してしまい、病院はたちまちパニック状態に陥ってしまった。
事態の調査と感染拡大を防ぐため、世界保健機関（WHO）からメディカルオフィサー・小林栄子が派遣されてきた。栄子の姿を見かけて、動揺する松岡。かつてふたりは恋人同士だったが、栄子の海外赴任をきっかけに、今は別々の道を歩んでいた。栄子はただちに病棟全体を隔離し、新規患者の受け入れを拒否するよう、病院側に要請する。そして非情ともいえるトリアージをすすめていく。はじめはその強引なやり方に反発する松岡であったが、栄子を信じて、共に戦っていくことを決める。
一方、ウイルスの猛威は留まるところを知らず、恐るべき速度で全国的に蔓延していた。このままでは感染患者は数千万人を超えるという、戦災をはるかに上回る被害が予測された。そうなれば交通網は凍結されて、都市機能は停止、経済が破綻をきたして、日本の社会は崩壊してしまう。そして、ウイルスが世界各国へと拡がれば、人類は滅亡へと向かうことに……。感染爆発（パンデミック）までのカウントダウンが始まった。
"バイオテロ"か、それとも"神の責め苦＝BLAME（ブレイム）"か。果たして人類は、未曾有のウイルス・パニックに終止符を打つことができるのか!?

## キャスト
主要人物
- 松岡剛（いずみ野市立病院の救命救急医） - 妻夫木聡
- 小林栄子（WHOメディカルオフィサー） - 檀れい

いずみ野市立病院
- 三田多佳子（看護師） - 国仲涼子
- 高山良三（院内感染対策主任） - 金田明夫
- 宮坂（救命救急医） - 宮川一朗太
- 池畑実和（看護師長） - キムラ緑子
- 看護師 - 津田聖子
- 鈴木蘭子（看護師） - 馬渕英俚可
- 柏村杏子（看護師） - 小松彩夏
- 小森幹夫（研修医） - 三浦アキフミ
- 深見修造（院長） - 田山涼成
- 安藤一馬（救命救急医） - 佐藤浩市（友情出演）

厚労省
- 古河克也（厚労省感染症情報管理室長） - 久ヶ沢徹
- 岡田眞人 - 山中敦史
- 厚労省の職員 - 佐藤恒治、山本東
- 田嶋晶夫（厚労大臣） - 三浦浩一

三田家
- 三田英輔（多佳子の夫・会社員） - 田中裕二（爆笑問題）
- 三田舞（多佳子の娘） - 松本春姫

その他
- 仁志稔（畜産大学獣医学教授） - 藤竜也
- 鈴木浩介（フリーのウイルス研究者） - カンニング竹山
- 神倉章介（養鶏業） - 光石研
- 神倉茜（章介の娘） - 夏緒
- 本橋研一（茜の彼氏） - 太賀
- 研一の両親 - 武野功雄、仁藤優子
- 真鍋秀俊（第一感染者） - 山中聡
- 真鍋麻美（秀俊の妻） - 池脇千鶴
- 立花修治（麻美の父） - 嶋田久作
- 田村道草（市役所保健課） - 正名僕蔵
- TVキャスター - 吉川美代子（TBSアナウンサー）
- TVレポーター - 山中秀樹
- クラウス・デビッド（WHO西太平洋事務局医師） - ダンテ・カーヴァー
- 下元史朗、諏訪太朗、山梨ハナ、内藤トモヤ、黛英里佳、川瀬陽太　ほか

## スタッフ
- プロデューサー - 平野隆
- 企画 - 下田淳行
- 脚本・監督 - 瀬々敬久
- 共同プロデューサー - 青木真樹 / 辻本珠子・武田吉孝
- 主題歌 - レミオロメン「夢の蕾」[9] (OORONG RECORDS)
- 音楽 - 安川午朗
- 撮影 - 斉藤幸一
- 照明 - 豊見山明長
- 美術 - 金勝浩一
- 録音 - 井家眞紀夫
- 編集 - 川瀬功
- VFXスーパーバイザー - 立石勝
- スクリプター - 江口由紀子
- 助監督 - 李相國
- 製作担当 - 藤原恵美子
- 医療監修 - 森毅彦
- フィリピン撮影協力 - Rsvp Film Studios Philippines
- 配給 - 東宝
- 製作 - 映画『感染列島』製作委員会（TBSテレビ、東宝、電通、毎日放送、ホリプロ、中部日本放送、ツインズジャパン、小学館、RKB毎日放送、朝日新聞社、北海道放送、中国放送、静岡放送、東北放送、Yahoo! JAPAN）

## 関連商品

### 漫画
- 感染列島（2008年12月26日、小学館ビッグコミックススペシャル、ISBN 978-4091824455）

『ビッグコミックスペリオール』（小学館）で連載。作画担当は柿崎正澄。

### DVD / Blu-ray
2009年7月24日発売。発売元はTBS、発売・販売元は東宝。
- 感染列島 スタンダード・エディション（DVD1枚組）[10]
  - 映像特典
    - 特報集
    - 劇場予告編集
    - TVスポット集
    - 劇場マナーCM
- 感染列島 スペシャル・エディション（DVD2枚組）[11]
  - ディスク1：本編DVD（スタンダード・エディションと共通）
  - ディスク2：特典DVD
    - 撮影メイキング
    - VFXメイキング
    - キャスト・スタッフインタビュー
    - イベント映像集
    - ダンテ・カーヴァーの感染予防講座

  - 封入特典
    - ブックレット

  - 特製アウターケース付きデジパック仕様
- 感染列島 Blu-ray（2枚組）
  - ディスク1：本編Blu-ray
    - 映像特典：DVDスタンダード・エディションと共通

  - ディスク2：特典DVD（DVDスペシャル・エディションと共通）

## 備考

### インフルエンザ問題
2009年4月から全日本空輸および日本航空の一部の国際線で機内上映されていたが、2009年新型インフルエンザでの状況と映画の内容が似ていることから、全日本空輸では5月いっぱいで機内上映中止された。

### 韓国での内容改ざん問題
2009年3月5日、本作（韓国公開時タイトル『ブレイム：人類滅亡2011』）を韓国に輸入したKTHが、制作サイドの許可を受けないまま結末を変更した編集版を、無断で国内上映していたことが判明した。本作は本来、ウイルスによる悲劇を克服した人類の姿がエピローグに盛り込まれたハッピーエンドだったが、KTHは、ウイルスによる被害が徐々に広がる様子だけを見せるエンディングに編集していた。
TBSは、封切り2日前にこうした事実を把握したため、KTHに公式に抗議。原本のままの状態で上映するよう要求した。KTH側は原本通りの上映を約束したにもかかわらず、作業時間上の問題を理由に、原本のエンディングから2分間を付け足した117分（原本は全138分）の編集本を同年2月26日に封切りした。同年3月4日に本来通りの作品の上映が行われた。
TBSは、KTHの行為に対して「結論を正反対に変えたのは創作者の意図にも完全に反する。エンターテインメント業界の一員としてこの問題を軽視、黙認することはできないと判断した」と遺憾を示したが、KTH関係者は「TBSとのコミュニケーションにミスがあり生じたハプニングにすぎない。任意編集した事項についてはTBSの了解を求めており、現在は日本が制作した原本通りに上映している」とコメントした。

### その他
本作は防衛省・陸上自衛隊の撮影協力を受けており、エキストラとして陸上自衛隊の車両やヘリコプター、および実際の自衛隊員が出演しているが、一部のシーンでは陸上自衛隊の装備や被服のレプリカを着用した民間のエキストラが自衛隊員として出演・演技している。そのため、実際の自衛隊員とは装備や服装が微妙に異なる隊員が画面に登場しているシーンが幾つか存在する。登場する自衛隊の装備は以下の通り。
- 73式大型トラック
- 73式中型トラック
- 73式小型トラック
- UH-1H多用途ヘリコプター
- 89式5.56mm小銃
- 軽装甲機動車（CGで描写）
- 化学防護車（CGで描写）

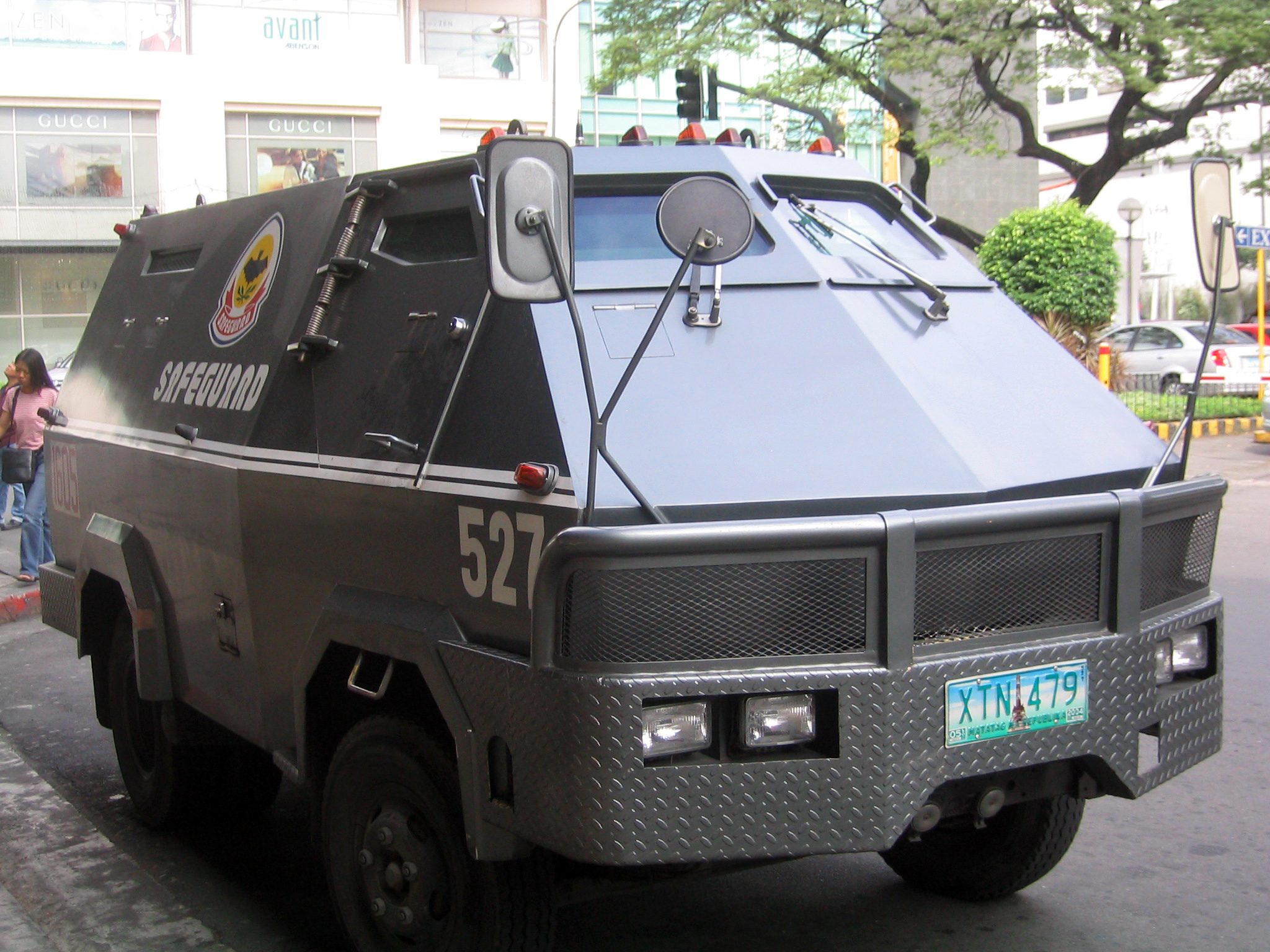
フィリピンの警備会社が所有している現金輸送用の装甲車

また、終盤で舞台となる東南アジアの架空の国、アボン共和国のシーンはフィリピンで撮影されており、マニラやネグロス島にてロケが行われた。アボン共和国のシーンに登場する現地政府の警察官はフィリピンの民間警備会社が演じており、警備会社の所有している現金輸送用の装甲車が警察車両として登場している。